# European Football League 2015
Navigation
Eurobowl 2014 Eurobowl 2016
L'European Football League 2015, abrégée en EFL 2015, en français Ligue Européenne de Football Américain 2015, est la 29e édition de l'European Football League, la plus importante compétition européenne interclubs de football américain. 
Depuis la saison 2014, celle-ci est réservée aux équipes de Division I européenne. Ces équipes participent au tournoi dénommé BIG 6  lequel permet de se qualifier pour l'Eurobowl. 
Les équipes de Division II participent à la compétition dénommée EFL Bowl.

## Équipes participantes
| Club                     | Titres |
| ------------------------ | ------ |
| Groupe A                 |        |
| New Yorker Lions         | 2      |
| Raiders du Tyrol         | 3      |
| Flash de La Courneuve    | 0      |
| Groupe B                 |        |
| Berlin Adler             | 2      |
| Vikings de Vienne        | 5      |
| Schwäbisch Hall Unicorns | 0      |

## Formule
Les six équipes sont réparties en deux groupes de trois. Toutes les équipes d’un même groupe se rencontre, à raison d’un match à domicile et un match à l’extérieur. Les premiers de chaque groupe se disputent le titre de champion d'Europe lors de l'Eurobowl.

## Résultats

### Groupe A
| Rang | Équipe                | Pts | J | G | N | P | Bp | Bc | Diff |
| ---- | --------------------- | --- | - | - | - | - | -- | -- | ---- |
| 1    | New Yorker Lions      | 4   | 2 | 2 | 0 | 0 | 70 | 42 | +28  |
| 2    | Raiders du Tyrol      | 2   | 2 | 1 | 0 | 1 | 75 | 47 | +28  |
| 3    | Flash de La Courneuve | 0   | 2 | 0 | 0 | 2 | 28 | 84 | -56  |

- 18 avril 2015 :

Flash 14 - 47 Raiders
- 2 mai 2015 :

Raiders 28 - 33 Lions
- 16 mai 2015 :

Lions 37 - 14 Flash

### Groupe B
| Rang | Équipe                   | Pts | J | G | N | P | Bp  | Bc | Diff |
| ---- | ------------------------ | --- | - | - | - | - | --- | -- | ---- |
| 1    | Schwäbisch Hall Unicorns | 4   | 2 | 2 | 0 | 0 | 102 | 38 | +64  |
| 2    | Vikings de Vienne        | 2   | 2 | 1 | 0 | 1 | 56  | 45 | +11  |
| 3    | Berlin Adler             | 0   | 2 | 0 | 0 | 2 | 15  | 90 | -75  |

- 18 avril 2015 :

Unicorns 57 - 15 Adler
- 3 mai 2015 :

Adler 0 - 33 Vikings
- 17 mai 2015 :

Vikings 23 - 45 Unicorns

### Eurobowl XXIX
- 20 juin 2015, à Brunswick au Eintracht-Stadion[2],[3] :

New Yorker Lions 24 - 14 Schwäbisch Hall Unicorns